# Kałęczew
Kałęczew – wieś w Polsce położona w województwie łódzkim, w powiecie brzezińskim, w gminie Dmosin.
W latach 1975–1998 miejscowość administracyjnie należała do województwa skierniewickiego.
W Kałęczewie urodził się polityk Stefan Niesiołowski.